# Сургучёв, Дмитрий Павлович
Дми́трий Па́влович Сургучёв (1879, Мордово, Саратовская губерния — 27 декабря 1918, Уфа) — эсер-боевик, комиссар 7-й армии, делегат Всероссийского учредительного собрания.

## Биография
Дмитрий Сургучёв появился на свет в 1879 году в селе Мордово Камышинского уезда (Саратовская губерния) в мещанской семье почтового чиновника Павла Сургучёва. Окончив Аткарскую гимназию, Дмитрий начал служить чиновником, занимающимся ведением канцелярских дел и делопроизводством (письмоводителем).
Сургучёв оказался под полицейским надзором «царской охранки» в 1899 году. Он был членом Партии социалистов-революционеров (ПСР), в которой входил в Боевую организацию (эсер-боевик). Дмитрий Сургучёв был арестован в 1906 году и осужден на каторжные работы. Затем он стал ссыльнопоселенецем в Верхоленском уезде. В 1914 году он бежал с места ссылки и перешел на нелегальное положение.
В 1917 году, после Февральской революции, Дмитрий Сургучёв стал комиссаром 7-й армии («Одесская армия»). Одновременно он был членом военной комиссии ЦК ПСР. В том же году Дмитрий Сургучёв был избран членом Всероссийского учредительного собрания от Юго-Западного фронта по списку № 1 — эсеры и Совет крестьянских депутатов. Дмитрий Павлович стал участником первого и последнего официального заседания Учредительного собрания 5 января 1918 года, на котором его делегаты были разогнаны большевиками.
В мае 1918 года Сургучёв избрался делегатом VIII-го Совета ПСР. Он был убит в Уфе офицерами-колчаковцами или расстрелян большевиками (по версии М. В. Вишняка).